# Hugo Soria Sánchez
Hugo Maximiliano Soria Sánchez (Paysandú, Uruguay, 16 de febrero de 1990) es un futbolista uruguayo. Juega de mediocampista y su equipo actual es Gimnasia y Esgrima de Jujuy de la Primera Nacional de Argentina.

## Trayectoria

### Inferiores y Campeonato Uruguayo
Se formó como futbolista en las inferiores de Paysandú FC de Uruguay. En el año 2011 pasó a Danubio FC, donde fue campeón en 2013 y 2014, en finalmente pasó a Rentistas.

### All Boys
En el año 2016 viajó a Argentina y fichó en condición de libre en All Boys para disputar la Primera B Nacional.
En enero de 2022 regresa a la institución.

### San Luis de Quillota
En julio de 2019 es contratado por el Club San Luis de Quillota de Chile.

### Deportes Iquique
En febrero de 2021 es cedido al Club Deportes Iquique, también de Chile.

### Gimnasia y Esgrima (Jujuy)
En febrero de 2023 es contratado por Gimnasia y Esgrima de Jujuy para el torneo de Primera B Nacional.

## Estadísticas
| Club                                 | Div.                | Temporada           | Liga  | Liga  | Copas nacionales | Copas nacionales | Torneos internacionales | Torneos internacionales | Total | Total |
| Club                                 | Div.                | Temporada           | Part. | Goles | Part.            | Goles            | Part.                   | Goles                   | Part. | Goles |
| ------------------------------------ | ------------------- | ------------------- | ----- | ----- | ---------------- | ---------------- | ----------------------- | ----------------------- | ----- | ----- |
| Danubio FC · Uruguay                 | 1.ª                 | 2011-12             | 2     | 0     | —                | —                | —                       | —                       | 2     | 0     |
| Danubio FC · Uruguay                 | 1.ª                 | 2012-13             | 20    | 1     | —                | —                | —                       | —                       | 20    | 1     |
| Danubio FC · Uruguay                 | 1.ª                 | 2013-14             | 30    | 0     | —                | —                | —                       | —                       | 30    | 0     |
| Danubio FC · Uruguay                 | Total               | Total               | 52    | 1     | 0                | 0                | 0                       | 0                       | 52    | 1     |
| Rentistas · Uruguay                  | 1.ª                 | 2014-15             | 29    | 3     | —                | —                | 2                       | 0                       | 31    | 3     |
| Rentistas · Uruguay                  | 1.ª                 | 2015-16             | 25    | 0     | —                | —                | —                       | —                       | 25    | 0     |
| Rentistas · Uruguay                  | Total               | Total               | 54    | 3     | 0                | 0                | 2                       | 0                       | 56    | 3     |
| All Boys Argentina                   | 2.ª                 | 2016-17             | 34    | 1     | —                | —                | —                       | —                       | 34    | 1     |
| All Boys Argentina                   | 2.ª                 | 2017-18             | 24    | 1     | —                | —                | —                       | —                       | 24    | 1     |
| All Boys Argentina                   | 3.ª                 | 2018-19             | 42    | 4     | 1                | 0                | —                       | —                       | 43    | 4     |
| All Boys Argentina                   | 2.ª                 | 2022                | 35    | 1     | —                | —                | —                       | —                       | 35    | 1     |
| All Boys Argentina                   | Total               | Total               | 135   | 7     | 1                | 0                | 0                       | 0                       | 136   | 7     |
| San Luis · Chile                     | 2.ª                 | 2019                | 11    | 0     | —                | —                | —                       | —                       | 11    | 0     |
| San Luis · Chile                     | 2.ª                 | 2020                | 27    | 0     | —                | —                | —                       | —                       | 27    | 0     |
| San Luis · Chile                     | Total               | Total               | 38    | 0     | 0                | 0                | 0                       | 0                       | 38    | 0     |
| Deportes Iquique · Chile             | 2.ª                 | 2021                | 26    | 1     | 2                | 0                | —                       | —                       | 28    | 1     |
| Deportes Iquique · Chile             | Total               | Total               | 26    | 1     | 2                | 0                | 0                       | 0                       | 28    | 1     |
| Gimnasia y Esgrima (Jujuy) Argentina | 2.ª                 | 2023                | 26    | 0     | —                | —                | —                       | —                       | 26    | 0     |
| Gimnasia y Esgrima (Jujuy) Argentina | 2.ª                 | 2024                | 37    | 2     | —                | —                | —                       | —                       | 37    | 2     |
| Gimnasia y Esgrima (Jujuy) Argentina | Total               | Total               | 63    | 2     | 0                | 0                | 0                       | 0                       | 63    | 2     |
| Total en su carrera                  | Total en su carrera | Total en su carrera | 368   | 14    | 3                | 0                | 2                       | 0                       | 373   | 14    |
| 1. 2.                                |                     |                     |       |       |                  |                  |                         |                         |       |       |

## Palmarés

### Campeonatos nacionales
| Título              | Club       | País    | Año    |
| ------------------- | ---------- | ------- | ------ |
| Torneos Apertura    | Danubio FC | Uruguay | 2013-A |
| Campeonato Uruguayo | Danubio FC | Uruguay | 2014   |